# Phyllampharete longicirra
Phyllampharete longicirra är en ringmaskart som beskrevs av Hartman och Fauchald 1971. Phyllampharete longicirra ingår i släktet Phyllampharete och familjen Ampharetidae. Inga underarter finns listade i Catalogue of Life.